# Expletiv
În gramatică, adjectivul „expletiv”, uneori folosit substantivat, se referă la un element de limbă (cel puțin în unele limbi, un cuvânt) care este lipsit de sens gramatical, fiind inutil din punct de vedere logic într-o anumită construcție sintactică, deși în altele are un asemenea sens. Unele expletive sunt obligatorii, altele sunt facultative. De asemenea, un același expletiv poate fi uneori obligatoriu, alteori facultativ. Adjectivul are sinonimul „vid”.
În unele limbi, ca franceza sau engleza, verbul a evoluat în sensul reducerii numărului de desinențe verbale cu realizare fonetică, ceea ce a făcut obligatorie exprimarea subiectului prin cuvânt aparte (pronume personal, substantiv, altă specie de pronume, verb la infinitiv), în afară de cazul când verbul este la imperativ. De aceea, locul subiectului trebuie să fie ocupat din rațiuni structurale de un cuvânt aparte expletiv și în cazul verbelor impersonale (vezi mai jos). În limba română, sistemul desinențelor este în general suficient pentru a exprima subiectul, de aceea acesta se exprimă prin cuvânt aparte numai când trebuie precizat sau când, ca pronume personal, se scoate în evidență, iar verbele impersonale nu se folosesc cu un asemenea subiect.

## În română
În gramatica limbii române, Mioara Avram numește negație expletivă cea din propoziții formal negative, dar cu sens pozitiv. Din unele, cuvântul de negație nu poate fi omis fără alte schimbări, de pildă în propoziții circumstanțiale de timp de anterioritate introduse prin până, până să, până ce și până când: Pleacă până (nu) se întunecă/până să (nu) se întunece. Altele au ca sinonime construcții pozitive propriu-zise, dar cele cu nu expletiv diferă de acestea printr-o expresivitate mai mare. Exemple:
- propoziții interogative retorice: Cine nu-l cunoaște pe el? (= Toată lumea îl cunoaște), Nu te-am învățat să saluți?;
- formule de răspuns afirmativ: Cum (să) nu?;
- propoziții enunțiative exclamative introduse prin pronumele ce, cât sau prin adverbul unde: Câte n-am pătimit eu!, Și unde nu-i trage una!;
- propoziții enunțiative exclamative ironice: Nu mai pot de dorul tău!

Tot valoare expresivă are și folosirea pronumelor personale de persoanele I și a II-a singular în construcții din care pot lipsi fără să le afecteze sensul. Astfel este folosirea pronumelui tu la cazul numit „nominativ etic”, prin care vorbitorul solicită participarea destinatarului la ceea ce spune, întărind negația într-o propoziție nominală, ex. „[...] nici tu sat, nici tu târg, nici tu nimica” (Ion Creangă).
Avram 1997 menționează că această folosire este de registru popular și de registru familiar. Participarea afectivă a vorbitorului se poate exprima prin așa-numitul dativ etic, ex. Unde mi-ai fost?. În unele cazuri se folosește în aceeași construcție și pronumele de persoana a II-a la cazul dativ etic: Când are băutură, mi ți-o bea dintr-o sorbire.
Pronumele personal o fără sens de feminin se folosește de asemenea expletiv în calitate de complement direct formal al anumitor verbe, în mod facultativ (ex. A pornit-o spre casă) sau obligatoriu, într-o expresie verbală fixă ca A luat-o razna.
Gabriela Pană Dindelegan consideră expletivă și folosirea pronumelui reflexiv se pentru exprimarea subiectului general, ex. Se aleargă dimineața.

## În franceză
În limba franceză există de asemenea expletive facultative, de pildă dativul etic analog cu cel din română:
- pronumele de persoana I singular singur: Goûtez-moi ce vin-là „Gustă-mi vinul ăsta”[4];
- pronumele de persoana a II-a singular sau plural singur: Et elle vous lui détacha un coup de sabot si terrible, [...] „Și (ea) îi trase o asemenea lovitură de copită, [...]” (Alphonse Daudet)[14];
- pronume de persoana I și de persoana a II-a împreună: Ce bougre-là [...], je vais te me le coller au bloc „Pe tipul ăsta mi ți-l bag la carceră” (Romain Gary)[14].

Există și negație expletivă, fără valoare expresivă, și care poate lipsi fără alte schimbări, în alte tipuri de construcții decât în română:
- propoziție circumstanțială de mod comparativă: Il est plus bête que je ne croyais „E mai prost decât credeam”[3];
- propoziție completivă directă cu verb regent având sensul „a se teme”: Je crains qu’il ne parte „Mă tem că va pleca”[4].

Alt element expletiv facultativ este l’ identic cu unul din articolele hotărâte, înaintea pronumelui nehotărât personal on, ex. Si l’on veut „Dacă vrei”. Se folosește pentru evitarea hiatului în registrul de limbă elevat.
Alte expletive sunt obligatorii. Astfel este în primul rând pronumele personal il „el” ca subiect al verbelor impersonale. Există verbe numai impersonale care exprimă fenomene meteorologice: il neige „ninge”, il vente „suflă vântul”, il pleut „plouă”. Alte verbe nu sunt totdeauna impersonale, dar sunt folosite impersonal în unele construcții: Il n’est pas étonnant qu’il soit malade „Nu e de mirare că e bolnav”, Il est arrivé un malheur „S-a întâmplat o nenorocire”. Grevisse și Goosse 2007 menționează că „se apropie” de această construcție una cu pronumele demonstrativ ce cu valoare neutră în loc de il, ex. C’est un crime de trahir „Este o crimă să trădezi”. În mod tradițional se consideră că în aceste fraze, expletivul este subiectul gramatical, numit și aparent, iar subordonata din primul exemplu și verbul la infinitiv din al doilea sunt subiecte reale sau logice. Aceste construcții au ca sinonime sintactice Un malheur est arrivé, respectiv Trahir est un crime „A trăda este o crimă”, în care subiectul numit real înlocuiește expletivul în poziția obișnuită a subiectului.
Pronumele reflexiv se este considerat expletiv de către Grevisse și Goosse 2007 cu așa-numitele „verbe pronominale” care de fapt nu sunt de diateza reflexivă, ci activă, ex. se moquer „a-și bate joc”.
În construcții cu unele pronume nehotărâte, acestea au atribut adjectival legat cu prepoziția de expletivă, ex. quelqu'un d’honnête „un om cinstit” (literal „cineva de onest”).
Tot de expletiv se folosește înaintea apoziției nume de orașe pe lângă cuvântul ville „oraș”: la ville de Paris „orașul Paris”.
În unele expresii verbale se folosesc fără funcție sintactică, deci ca expletive, pronumele numite adverbiale en și y, care produc o nuanță de sens diferită de cea a verbelor folosite fără acestea:
- cu verbul aller „a merge”: Va-t’en d’ici ! „Du-te de-aici!”;
- cu verbul connaître „a cunoaște”: Elle s’y connaît en peinture „(Ea) se pricepe la pictură”.

## În engleză
Verbul a evoluat și în engleză asemănător cu verbul francez. În această limbă, subiectul expletiv, obligatoriu, este pronumele personal neutru de persoana a treia singular it sau adverbul there „acolo” folosit pronominal:
- cu verbe meteorologice: it was raining „ploua”, it snowed „a nins”[18];
- în construcții existențiale, cu verbul be „a fi” ocazional impersonal: There were many people at the club „Era multă lume la club”[5].

It este de asemenea subiect expletiv cu verbe ocazional impersonale regente ale unor propoziții subiective: It became clear only later that he had no such intentions „A devenit clar doar mai târziu că el nu avea asemenea intenții”.
Asemenea fraze pot fi transfomate în sinonime sintactice fără expletiv: It surprised Mary that the pig had been stolen „Pe Mary a surprins-o că porcul a fost furat” → That the pig had been stolen surprised Mary „Că porcul a fost furat a surprins-o pe Mary”.
După Crystal 2008, este un expletiv obligatoriu și verbul auxiliar do, care exprimă numărul și timpul în propoziția interogativă: do/did you know? „știi/știai?”, does he know? „el știe?”.
După Bussmann 1998, este un expletiv facultativ și pronumele demonstrativ that „aceea” în fraze ca Helping her (that) can be difficult „A o ajuta poate fi dificil”.